# Partita a scacchi (Giulio Campi)
La Partita a scacchi è un dipinto del pittore rinascimentale cremonese Giulio Campi (1507 o 1508 - 1573).

## Descrizione
Roberto Longhi pubblicò questo dipinto nel 1963, quando si trovava ancora nella collezione genovese Nigro e lo attribuì a Sofonisba Anguissola; ma allo stesso tempo mise in evidenza certe affinità con il dipinto di Giulio Campi Allegoria, conservato a Milano,  al Museo Poldi Pezzoli. Quest'opera d'arte fu acquistata dal museo torinese nel 1970. Mina Gregori attribuì questo dipinto a Campi, grazie al confronto col ritratto di Galeazzo Campi, opera di suo figlio Giulio, che è conservato agli Uffizi. La tipologia di questo dipinto lo mette in relazione con un matrimonio.
Giulio Bora vide nell'uomo con la berretta nera, chinato verso il tavolo, un nuovo richiamo a Giulio Campi: assegnò quindi questo dipinto al periodo giovanile del pittore, cioè intorno alla metà del cinquecento, data confermata dal tipo di armatura, indossata dal soldato che è di spalle. Si tratta dell'armatura di un fante, con il corsaletto all'italiana, con la goletta alata e gli "scarselloni" di tipo tedesco, con l'elmo del tipo alla borgognotta, con il giubbotto sfrangiato e la daga.
La chiave interpretativa ci informa che non è una semplice partita a scacchi, bensì una tenzone amorosa, simbolicamente rappresentata nella partita. La tradizione vedeva nel gioco degli scacchi, ma anche nel tric-trac e nella dama, un pretesto per schermaglie galanti, un'allusione al gioco dell'amore.

### Confronto con la partita a scacchi di Sofonisba Anguissola
Il simbolismo e le allusioni sono quindi differenti da quelle presenti nella  partita a scacchi, dipinta da Sofonisba Anguissola pochi anni più tardi. Il tema della partita a scacchi, a Cremona in particolare, era influenzato dal poema Scacchia ludus del vescovo cremonese Marco Gerolamo Vida, da poco ristampato e che aveva accentuato il gusto per questo tipo di partita.
Il gioco degli scacchi era presente nella iconografia medievale; ma nel dipinto di Campi la scena è complessa, per la presenza di altre figure che appaiono spettatori (o complici) della tenzone. Un altro esempio di dipinto sullo stesso soggetto è la partita a scacchi di Luca da Leida, ora a Berlino.

### Simbologia
La donna è una immagine di Venere, vittoriosa sull'uomo. Marte è rappresentato di spalle, celato dall'armatura, al contrario della donna che mostra il petto abbondante e le braccia tornite. Marte soccombe quindi alle grazie esibite da Venere, mentre sottintesi - forse piccanti - intercorrono tra la donna e il buffone. La donna si tende verso le sue ancelle, per chiedere consiglio sulle mosse da fare: una complicità femminile che è spesso presente nelle schermaglie amorose.

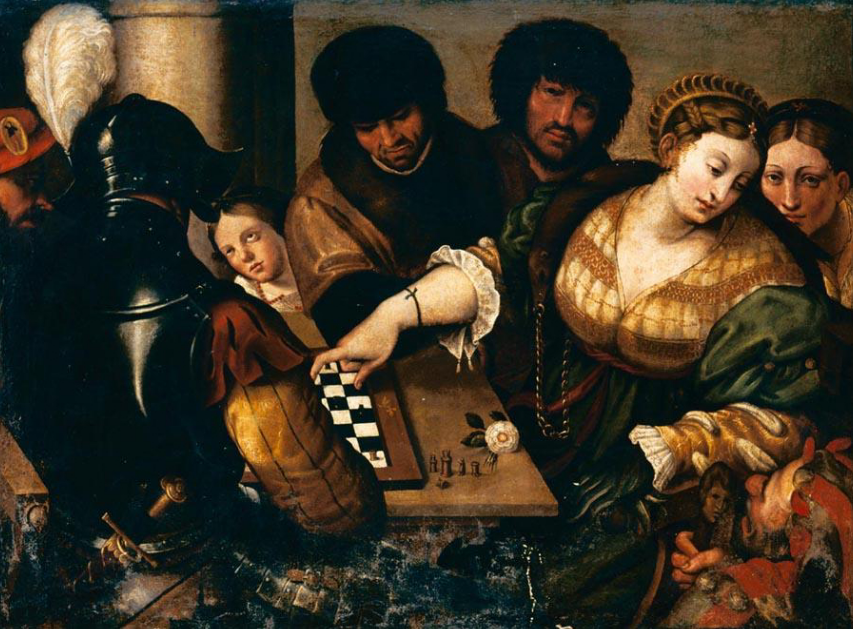
Bottega di Giulio Campi - Partita a scacchi

Agganciato a una catenella che pende dal cinturino che le sostiene il seno, la donna-Venere porta uno zibellino, un curioso accessorio di moda femminile cinquecentesco. La pelliccia di un animale di piccole dimensioni è poggiata sulle sue spalle. Lo zibellino, simbolo di fertilità, era riservato alle donne sposate. Identico accessorio ritorna nel ritratto di Bianca Ponzoni Anguissola, dipinto da Sofonisba Anguissola.
In questo ambito di tenzone amorosa è possibile un riferimento a persone reali. La scacchiera, solamente in piccola parte visibile e con pochi pezzi che nulla dicono sullo svolgimento del gioco, è solo un pretesto: è il luogo dove si svolge la partita. La disposizione dei pezzi è quindi meno importante del gruppo di persone ritratte e dei segnali che intercorrono tra loro. Al contrario, Sofonisba Anguissola nel suo dipinto dà grande attenzione alla fase della partita.
Nel cammeo, appuntato sul cappello del personaggio di sinistra, si vede Venere cacciatrice con l'arco: una simile figura appare in una nicchia, nel quadro  Allegoria del Poldi Pezzoli, dove la presenza del teschio riconduce alla dura realtà. Nel quadro di Campi invece è il buffone che ha un significato moraleggiante e sottolinea l'effimero della vittoria. Luca da Leida incise una scena amorosa che si svolgeva in una taverna, con la presenza di un buffone.
«Nel dipinto di Torino riappaiono, pur con i richiami a un'iconografia nordica, i motivi neoplatonici dei contrasti e dell'armonia d'amore, simboleggiati, nei Trionfi quattrocenteschi da Marte in armatura che soccombe a Venere, i cui attributi sono le rose, presenti in questo caso a ornamento della donna e posate sul tavolo.»